# Barnkoloni

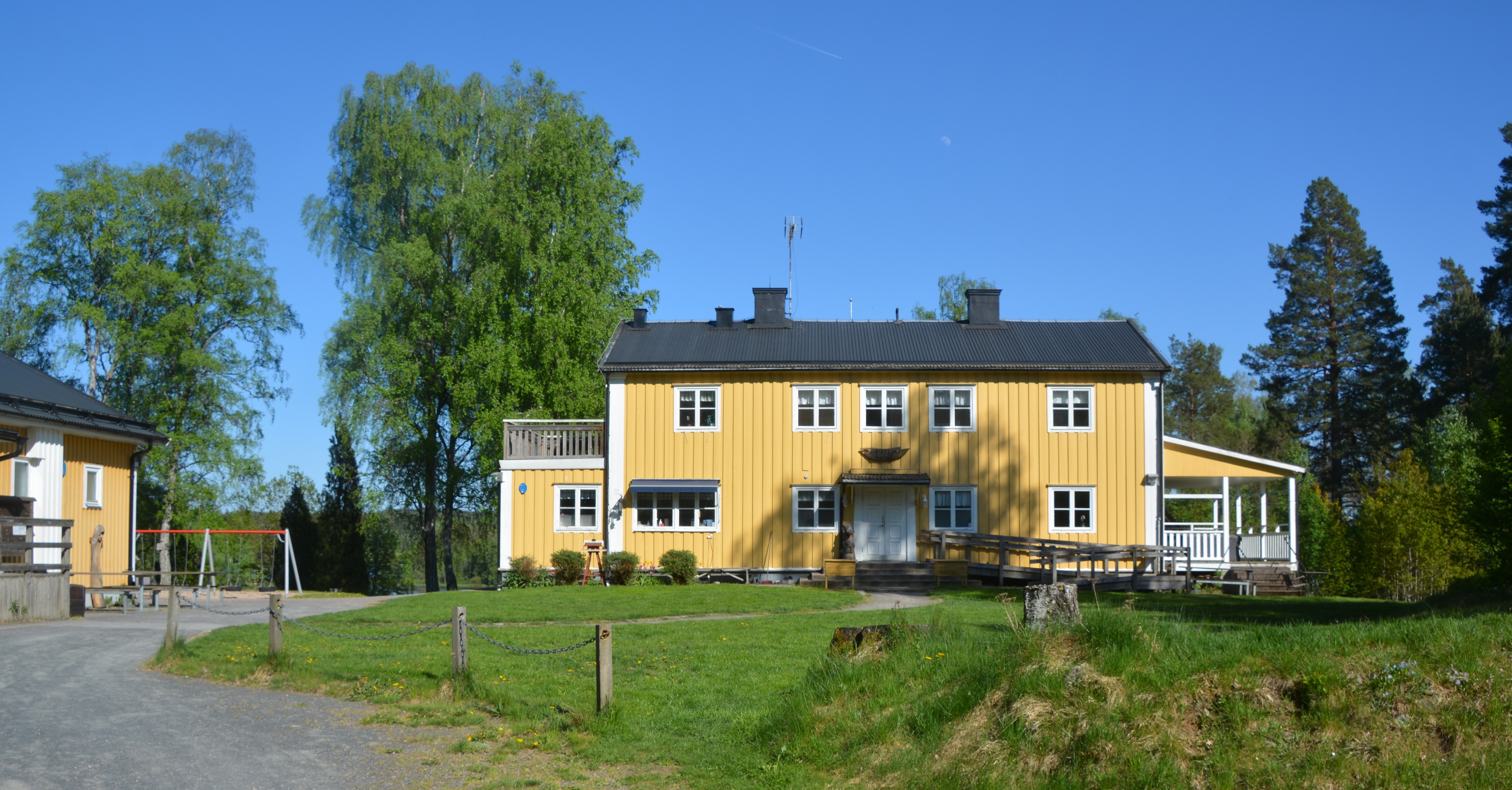
Brittebo lägergård.

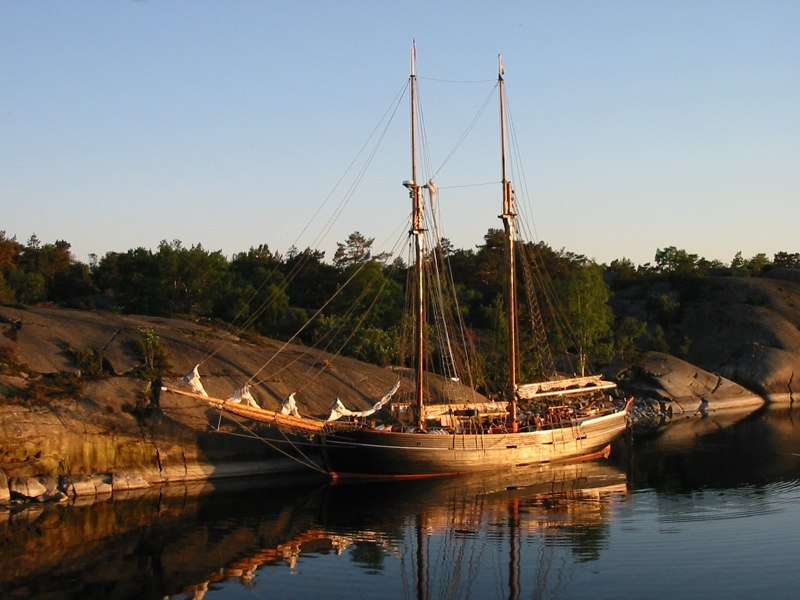
Segelfartyget Ellen

Barnkoloni, skollovskoloni eller kollo, var förr en vanlig verksamhet för att barn till föräldrar i storstäderna, som genom knappa ekonomiska förhållanden eller sociala familjeproblem, inte hade möjlighet att komma ut i naturen till sol och bad under skolornas sommarlov. 

## Historik
Som en reaktion på den utbredda sociala misär som rådde, främst i storstäderna, växte det fram en barnkolonirörelse i Europa under 1800-talet. Rörelsen bottnade i idéer om det hälsosamma med frisk luft, friluftsliv och näringsrik mat. Kalla bad ansågs bra för både hälsan varför många barnkolonier placerades vid kusten. Initiativtagare var privatpersoner, företag, olika typer av föreningar, stat och kommun.
Kolonin var en typ av organiserad lägerverksamhet med ordnade boendeförhållanden i sovsalar, ett antal lägerledare och mathållning av kökspersonal med ett reglerat dagsschema för olika aktiviteter som träning och tävling i olika idrottsgrenar, utflykter, simundervisning och tid för lek och egna aktiviteter. Barnkolonier som till största delen var betalda av kommuner bar ofta namn efter kommunen.
Barnkolonierna blev vanligare i Sverige från början av 1900-talet och var en relativt stor social verksamhet under sommaren i många kommuner ända fram mot mitten av 1970-talet. Visan "Brev från kolonien" med Cornelis Vreeswijk från 1965, som är en humoristisk vinklad berättelse om vistelsen på "kollo", kom att befästa många negativa fördomar om koloniverksamheten under 1960-talet.[källa behövs]
Barnkolonin utvecklades så småningom som ett populärt alternativ även för familjer utan sociala eller ekonomiska problem genom att vistelsen på kolonierna var betydligt bättre än att låta barnen gå sysslolösa inne i storstaden under sommarlovet när föräldrarna inte kunde ta ut semester. Koloniernas aktiviteter utvecklades också med tiden till speciella temaläger för exempelvis hästridning, fotbollsträning och undervisning i jollesegling, vilket också i hög grad ökade intresset bland barn för att bo på "kollo" några veckor under sommaren där man fick många nya kamrater och möjligheter till att pröva på olika aktiviteter under ordnade former som inte fanns tid eller möjlighet till vid sidan av den ordinarie skolan. 
Numera kallas vanliga sommarläger för "kollo", delvis därför att verksamheten är sig lik, även om kollo är öppet för alla barn (oftast är åldern mellan 9 och 16) i den egna kommunen om möjligt, men där huvuddelen av kostnaden för vistelsen betalas av föräldrarna. Stämpeln att kollo var till för barn i familjer med ekonomiska eller sociala problem levde länge kvar, fördomar som idag helt saknar grund.[källa behövs]